# Tourtonnelaan
De Tourtonnelaan is een straat in Paramaribo. De laan loopt van de Henck Arronstraat in noordoostelijke richting naar de Anamoestraat. De straat ontleent de naam aan de voormalige plantage La Tourtonne die deels in deze laan stond.

## Bouwwerken
De Tourtonnelaan symboliseert samen met de Klipstenenstraat de noordgrens van de historische binnenstad, zoals die in 2002 door UNESCO werd bepaald. De Tourtonnelaan ligt in het verlengde van de Klipstenenstraat en gaat bij de Plutostraat in het noordoosten over in de Anamoestraat.
Aan het begin staan op de hoek het Ministerie van Volksgezondheid en 's Lands Hospitaal. Daar staan ook openbare toiletten en een onderstation van  EnergieBedrijven Suriname (EBS). Verderop bevinden zich het Nationaal Aids Programma, het Libi Informatie Centrum, The Southern Commercial Bank, Manglie's Rijstbedrijf, Tourtonne's Taxi, Stadmanege Hakken Omlaag en diverse winkels en de rk-begraafplaats.

## Gedenktekens
Aan de Tourtonnelaan stond vanaf 1971 het borstbeeld van de populaire huisarts, contrabassist en medeoprichter van de Mac Beaters. In 1971 verongelukte hij op 30-jarige leeftijd in zijn Ford Thunderbird. Het borstbeeld en de plaquette werden in de jaren 1990 gestolen. Sindsdien staan er alleen nog de sokkel en twee stenen banken.
| Onderwerp                        | Type       | Kunstenaar     | Onthulling | Omschrijving                          |
| -------------------------------- | ---------- | -------------- | ---------- | ------------------------------------- |
| Borstbeeld van dokter Mac Donald | borstbeeld | Erwin de Vries | 1971       | huisarts en musicus in de Mac Beaters |